# JDŽ 90
In die Reihe 90 ordneten die Jugoslawischen Staatsbahnen (JDŽ) 1933 verschiedene Schmalspur-Dampflokomotiven der Bauarten Mallet und Meyer mit 760 Millimetern Spurweite ein. Neben sieben Lokomotiven, welche ursprünglich für die Serbische Staatsbahn geliefert wurden, befanden sich darunter auch je eine Maschine der ehemaligen Pillkaller Kleinbahn sowie der Königlich Sächsischen Staatseisenbahnen. Ende der 1960er Jahre wurden die Fahrzeuge ausgemustert.
| JDŽ-Nr.    | Übernommen von                | Ursprungs-Nr.          | Hersteller                           | Baujahr | Bild |
| 90-001–007 | Serbische Staatsbahn (SDŽ)    | 393, 395–398, 400, 402 | Hohenzollern, Düsseldorf             | 1911    |      |
| 90-008     | Kgl. Sächs. Staatseisenbahnen | IV K 139               | Sächsische Maschinenfabrik, Chemnitz | 1904    |      |
| 90-009     | Pillkaller Kleinbahn          | 11nn                   | Vulcan, Stettin                      | 1902    | -    |